# John Acton
John Francis Edward Acton, 6º Baronete (Besançon, 3 de junho de 1736 — Palermo, 12 de agosto de 1811) foi um político de origem britânica, comandante das forças navais do Grão-ducado da Toscana e primeiro-ministro do Reino de Nápoles durante o reinado de Fernando IV. Conhecido na Itália como Giovanni Acton.

## Biografia
Era filho de Edward Acton, um médico em Besançon, e ali nasceu em 1736. Em 1791 herdou o título de nobreza e as propriedades de seu primo em segundo grau, Sir Richard Acton de Aldenham Hall, Shropshire. Serviu na Marinha da Toscana, e em 1775 comandou uma fragata na expedição conjunta da Espanha e Toscana contra Argel, na qual demonstrou tanta coragem e capacidade que foi promovido a um posto do alto comando.
Em 1779 a rainha Maria Carolina de Nápoles convenceu seu irmão, o Grão-Duque Leopoldo da Toscana a permitir que Acton, que havia sido recomendado a ela pelo príncipe Caramenico, a proceder a reorganização da marinha napolitana. A habilidade apresentada por ele nesta tarefa levou-o a uma rápida ascensão na carreira militar e política. Tornou-se comandante-em-chefe do exército e da marinha do Reino de Nápoles, Ministro das Finanças, e finalmente primeiro-ministro.
Sua política foi elaborada em conjunto com o embaixador inglês, Sir William Hamilton, e ajudou a substituir a influência de Áustria e Inglaterra pela da Espanha, em Nápoles. Tal política consequentemente, envolveu a oposição aberta à França e ao partido francês na Itália. As medidas financeiras e administrativas resultantes de uma política que implicou um grande aumento de armamentos tornou-o imensamente impopular, e em dezembro de 1798, deixou o poder juntamente com o rei e a rainha.
Acton foi responsabilizado pelo reinado de terror que se seguiu à queda da República Partenopeia, cinco meses mais tarde. Em 1804 foi, por um curto período de tempo, privado das rédeas do governo a pedido da França, mas foi rapidamente restituído à sua antiga posição, que manteve até que, em fevereiro de 1806, com a entrada dos franceses em Nápoles, fugiu com a família real para a Sicília. Morreu em Palermo em agosto de 1811.

## Casamento e filhos
Acton casou, por dispensa papal, em 13 de janeiro de 1799, com Mary Anne, a filha mais velha de seu irmão, o general Joseph Edward Acton (1 de outubro de 1737 - 12 de janeiro de 1830), quando estava à serviço de Nápoles, e teve três filhos:
- Sir Ferdinand Richard Edward Acton (mais tarde Dalberg-Acton) (1801-1837)
- Cardeal Acton (1803-1847)
- Elizabeth Acton (1806-1850) casou-se com Sir Robert Throckmorton, 8º Baronete e deixou descendentes.

O filho mais velho, Sir Ferdinand, foi pai do primeiro Barão de Acton.